# Масин, Темир Джантикеевич
Темир Джантикеевич Масин (1907—1947) — майор Рабоче-крестьянской Красной Армии, участник Великой Отечественной войны, Герой Советского Союза (1945).

## Биография
Темир Масин родился 10 января 1907 года в ауле Жиеккум (ныне — Бокейординский район Западно-Казахстанской области Казахстана). После окончания педагогического училища работал сначала учителем, затем директором средней школы, позднее был заведующим районо, заместителем начальника политотдела машинно-тракторной станции. В июле 1941 года Масин был призван на службу в Рабоче-крестьянскую Красную Армию. С августа того же года — на фронтах Великой Отечественной войны. В 1942 году Масин окончил курсы младших лейтенантов.
К июню 1944 года капитан Темир Масин командовал 8-й стрелковой ротой 922-го стрелкового полка 250-й стрелковой дивизии 3-й армии 1-го Белорусского фронта. Отличился во время освобождения Белорусской ССР. 25 июня 1944 года Масин во главе группы бойцов отразил немецкую контратаку в районе деревни Озераны Рогачёвского района Гомельской области. 1 июля 1944 года рота Масина перерезала шоссе Могилёв-Минск в районе деревни Старая Мартьяновка Березинского района Минской области и отразила восемь немецких контратак, уничтожив около 800 солдат и офицеров противника, 74 автомашины и 31 мотоцикл. В том бою Масин был контужен, но продолжал сражаться.
Указом Президиума Верховного Совета СССР от 24 марта 1945 года за «успешное командование стрелковой ротой, образцовое выполнение боевых заданий командования на фронте борьбы с немецкими захватчиками и проявленные при этом мужество и героизм» капитан Темир Масин был удостоен высокого звания Героя Советского Союза с вручением ордена Ленина и медали «Золотая Звезда» за номером 5535.
После окончания войны в звании майора Масин был уволен в запас. Проживал в Уральской области, работал секретарём Тайпакского райкома ВКП(б). 8 августа 1947 года участвовал в тушении пожара в степи, пытался спасти местную жительницу и колхозное имущество. От полученных ожогов скончался. Похоронен в Уральске на Братском кладбище.
Был также награждён орденом Красного Знамени и рядом медалей.
В честь Масина названы улица в Уральске и школа на его родине, установлены обелиск в Уральске и бюст в ауле Базартобе Тайпакского района.